# Jean de Loriol
Jean de Loriol (ou Orioli), né à Bourg-en-Bresse et mort en 1506, soit à Nice, soit à Genève, est un prélat savoyard du XVIe siècle, succesivement prieur, abbé, puis évêque de Nice.

## Biographie

### Origines
Jean de Loriol naît à Bourg-en-Bresse, en Bresse. Il est le fils de Jacques de Loriol (Orioli), chevalier, seigneur de Challes (près de Bourg), et de Marie de Virieu.
Il a un frère Jean de Challes, gouverneur de Bresse, et une sœur, Jeanne de Loriol de Challes, qui épouse Jean de Gorrevod, dont Louis, fait évêque de Saint-Jean-de-Maurienne (1499-1532), de Bourg-en-Bresse (1515-1534), puis Cardinal-prêtre de S. Cesareo in Pallatio (1530) et Laurent, gouverneur de Bresse.

### Carrière religieuse
Jean de Loriol est successivement curé de Foissiat, chanoine de Genève et de Vienne, depuis 1492, protonotaire apostolique,. Il est prieur commendataire de Neuville, de Brou et prévôt de Sainte-Marie de Bourg.
Il est à l'origine de la construction du sanctuaire marial, Notre-Dame de Bourg. La cure de Bourg faisant l'objet de dispute, il fait la « [promesse] au pape Julles II d'achever, à ses dépens, l'édifice qu'il avait entrepris dans l'église de Notre-Dame, si le prieuré de Brou et la cure étaient unis à ladite église ». Le pape donne une réponse favorable par une bulle papale « ides de mars 1505 ».
Le 25 mars 1501, il est nommé sur le trône épiscopal de Nice. Il est pour en même temps abbé commendataire de Saint-Pons de Nice,.
Le 29 juillet 1501, il obtient l'administration, par le pape Alexandre VI, des abbayes Saint-Just de Suse et Saint-Pierre de Rivalata, situées en Piémont.
Jean de Loriol mort en 1506, soit à Nice, soit à Genève.

## Armes
Les armes de Jean de Loriol se blasonnent ainsi : D'azur au château d'argent maçonné de gueules, formé d'une tour ronde à dextre, crénelée de 3 pièces et flanquée à senestre d'un avant mur crénelé de 6 pièces et percé d'une porte.